# Куэлап
Куэ́лап (Kuélap) — укреплённое святилище-некрополь цивилизации Чачапойя, покорённой инками. Было сооружено в X веке и существовало примерно до XVI в. Находится в регионе Амазонас в Перу. Названо в честь великого вождя Леймемба Куэлапа. В современности получило прозвище «Мачу-Пикчу севера».
Вновь открыто в 1843 г. Расположено на высоте 3 тыс. метров над уровнем моря, состоит из нескольких гигантских платформ, расположенных друг на друге. Первая из платформ высотой 20 м и шириной 600 м расположена в направлении с севера на юг. За ней находятся две других. Эти платформы поддерживают около 400 сооружений, в основном цилиндрической формы. Некоторые из конструкций украшены фризами в виде глаз или птиц.
К крепости ведёт очень узкая дорога, на которой помещается не более одного человека, окружённая стенами высотой в 20 метров.
Три наиболее важных сооружения крепости: Эль-Тинтеро, Ла-Аталайя и Эль-Кастильо.
Невдалеке от Куэлапа в 1985 г. был открыт комплекс археологических памятников Гран-Вилайя, также относящийся к культуре Чачапойя.
- Куэлап
- Эль-Тинтеро
- Внутренний вид крепости